# Thierry Robert
Thierry Robert (* 1. April 1977 in Saint-Denis, Réunion) ist ein französischer Politiker. Er war vom 20. Juni 2012 bis zum 6. Juli 2018 Abgeordneter der Nationalversammlung.
Robert studierte nach seinem Abitur in Reims Ingenieurwissenschaften und kehrte dann nach Réunion zurück, um dort seinen Familienbetrieb zu leiten. Seine politische Laufbahn begann mit seinem Eintritt in die UDF, deren regionaler Delegierter er 2005 war. 2006 wurde er Vorsitzender der Jeunes UDF für Réunion. Nach der Auflösung der UDF schloss er sich der neuen Partei MoDem an. Im Jahr 2008 wurde er zum Bürgermeister der Gemeinde Saint-Leu gewählt und zog in den Generalrat von Réunion ein.
Bei den Parlamentswahlen 2012 gelang ihm im siebten Wahlkreis von Réunion die Wahl in die Nationalversammlung, womit er als einer von zwei Abgeordneten des MoDem in diese einzog. Bei den Parlamentswahlen 2017 wurde er wiedergewählt. Am 6. Juli 2018 erklärte der Conseil constitutionnel Roberts Mandat wegen Steuerhinterziehung für erloschen und den Verlust seines passiven Wahlrechts für drei Jahre. Sein Bürgermeistermandat behielt Robert bei.
Zu den Parlamentswahlen 2022 trat er erneut an und erzielte im ersten Wahlgang die meisten Stimmen. In der Stichwahl scheiterte er jedoch an Perceval Gaillard. Auch für die vorgezogenen Parlamentswahlen 2024 kandidierte er und errang 22 %, schaffte jedoch nicht einmal den Einzug in die Stichwahl.